# Oncologie
«  Carcinologie (médecine) » redirige ici. Pour l'étude des Crustacés, voir Carcinologie (zoologie).
Cet article concerne l'étude des cancers. Pour leurs différents types, leur biologie et leurs traitements, voir Cancer.
 (mai 2009).
Si vous disposez d'ouvrages ou d'articles de référence ou si vous connaissez des sites web de qualité traitant du thème abordé ici, merci de compléter l'article en donnant les références utiles à sa vérifiabilité et en les liant à la section « Notes et références ».
L'oncologie, aussi appelée carcinologie ou cancérologie, est la spécialité médicale d'étude, de diagnostic et de traitement des cancers. Un médecin qui pratique cette discipline est appelé oncologue, cancérologue ou encore carcinologue. Le terme vient du grec ὄγκος / ónkos, signifiant « masse, volume », et du suffixe λόγος / lógos se référant au discours, à la raison.

## Diagnostic
Le dépistage des cancers peut concerner la population générale (dépistage de masse) ou bien une population cible qui présente des facteurs de risque.
La suspicion de cancer repose sur plusieurs éléments : la clinique (les symptômes), les examens biologiques (les prises de sang), les examens d'imagerie.
- Marqueur tumoral
- Imagerie médicale : radiographie, scanner, imagerie par résonance magnétique (IRM), tomographie par émission de positons (TEP), scintigraphie, etc.

La preuve du cancer ne peut être apportée, sauf rares exceptions, que par un prélèvement de la tumeur et son analyse au microscope par l'anatomo-pathologiste. L'anatomo-pathologie est une spécialité indispensable pour l'étude des tissus cancéreux. Cette étude permet de comprendre l'histoire naturelle des cellules cancéreuses, le développement des tumeurs et de leurs métastases et de classer par nature les tissus cancéreux.

## Nomenclature des tumeurs malignes ou cancers
De manière générale, on divise les néoplasies malignes en quatre grandes classes :
1. Les carcinomes qui dérivent d'un tissu épithélial. Ce sont les tumeurs les plus fréquentes chez l'adulte.
2. Les sarcomes qui dérivent d'un tissu conjonctif (os, muscle, tissu adipeux, etc.). Ce sont des tumeurs rares (moins de 10 % de toutes les tumeurs de l'adulte)
3. Les tumeurs primitives du système nerveux central (SNC)
4. Les lymphomes, myélomes et leucémies qui dérivent des cellules sanguines à fonction immunitaire.

### Classification en fonction de l'histologie
En histologie les termes consacrés en fonction des tissus touchés sont les suivants :
- Tissu malpighien : carcinome épidermoïde, carcinome basocellulaire
- Tissu glandulaire : adénocarcinome
- Tissu lymphoïde ou ganglions lymphatiques: syndrome lymphoprolifératif ou lymphome
- Tissu hématopoïétique ou cellules sanguines : leucémie, syndrome myéloprolifératif et myélome
- Tissu mésothélial : mésothéliome
- Tissu germinal : séminome
- Tissu nævique : mélanome
- Tissu nerveux : gliome malin
- Tissu conjonctif : sarcome
- Tissu osseux : ostéosarcome
- Tissu cartilagineux : chondrosarcome
- Tissu vasculaire : angiosarcome, etc.

### Classification par appareil
Dans la pratique médicale les pathologies malignes sont classées par spécialité et par organes (cancer du sein, cancer du poumon). La classification par spécialité correspond de façon pragmatique au spécialiste qui diagnostique ou prend en charge ce type de tumeur. La forme histologique la plus fréquente sert de modèle d'étude pour les formes plus rares. Les formes qui bénéficient d'une prise en charge particulière sont étudiées à part. Les tumeurs du tissu conjonctif sarcome et du tissu hématopoïétique (leucémies, lymphomes et myélomes) ont la particularité d'être observables dans tous les organes. Il s'agit de les distinguer lors de l'analyse anatomo-pathologique, car elles bénéficient en général d'une prise en charge spécifique.
Tumeurs du système nerveux
- Tumeurs cérébrales primitives
- Métastases cérébrales

Tumeurs ORL
- Cancer de la gorge
- Cancer ORL

Tumeurs thoraciques
- Cancer du poumon
- Mésothéliome
- Thymome

Tumeurs gynécologiques
- Cancer du sein
- Cancer de l'endomètre
- Cancer de l'ovaire
- Cancer du col de l'utérus

Tumeurs digestives
- Cancer de l'œsophage
- Cancer de l'estomac
- Cancer du côlon
- Cancer du pancréas
- Cancer duodénal

Tumeurs urologiques
- Cancer du testicule
- Cancer de la vessie
- Cancer du rein
- Cancer de la prostate

Tumeurs cutanées
- Mélanomes
- Cancers cutanés épithéliaux

Tumeurs rares
- Sarcomes
- Cancer de nature indéterminée : CAPI en français (carcinome de primitif inconnu) ou ACUP en anglais (adenocarcinoma with unknown primitive)

## Stadification
Le cancérologue établit pour chaque maladie cancéreuse une stadification correspondant à l'avancée de la maladie. Les stades désignent différentes gravités de la maladie cancéreuse selon différents critères variables selon la nature du tissu cancéreux. Pour chaque type de cancer, il existe une voire plusieurs stadifications. Généralement, un rapprochement entre elles est recherché au niveau international :
- Stade de l'OMS
- Stade établi par les sociétés savantes

Cette stadification s'effectue la plupart du temps selon la classification TNM :
- T pour tumeur : de 1 à 4 selon le taille et l'extension de la tumeur
- N pour ganglions lymphatiques (de l'anglais nodes) selon le nombre et la localisation
- M pour métastases : 0 pour l'absence de métastases et 1 pour la presence de métastases

## Thérapies
Plusieurs modalités de traitement sont possibles contre le cancer. Souvent, il faut recourir à plusieurs traitements pour une même personne :
- Chimiothérapie
- Radiothérapie
- Curiethérapie
- Immunothérapie
- Hormonothérapie
- La chirurgie est souvent un préalable dans de nombreux traitements de cancer.
- Thermothérapie : thermoablation ou ablathermie
- La cryothérapie

Les décisions de traitement sont prises de manière pluridisciplinaire, c'est-à-dire entre médecins et chirurgiens des différentes spécialités impliquées : oncologues médicaux, oncologues radiothérapeutes, spécialistes d'organes (pneumologues, gastro-entérologues, etc.), chirurgiens, radiologues, anatomo-pathologistes. Ces décisions sont prises dans des réunions de concertation pluridisciplinaires (RCP).

## Suivi
Il est difficile de définir la guérison après un cancer. Celle-ci peut être affirmée uniquement de façon rétrospective lorsque aucune rechute n'a été observée. En général, on estime qu'une durée de cinq ans sans rechute après la fin du traitement est nécessaire pour pouvoir parler de guérison. Néanmoins, la rechute est toujours possible au-delà de cinq ans ; il est de plus tout à fait possible d'avoir un second cancer. En Europe, une femme sur dix environ aura dans sa vie un cancer du sein. Statistiquement une femme sur cent aura deux cancers du sein.
Tant que la guérison ne peut être affirmée, on parle de rémission. Celle-ci peut être complète, si on ne voit plus aucune trace du cancer, ou partielle, si on voit encore des anomalies aux examens.
Il faut donc réaliser un suivi. En général, le plus important est la clinique : les symptômes que présente le patient. On peut également demander d'autres examens : marqueur tumoral, imagerie médicale. Mais, la plupart du temps, les anomalies vues aux examens alors qu'il n'y a pas de signes cliniques ne doivent pas être traitées : cela n'apporte pas de bénéfice au patient. Il n'y a pas non plus d'avantage à découvrir une récidive de manière précoce : le traitement n'en est généralement pas plus facile ni plus efficace (ce qui n'est pas le cas pour la tumeur initiale, où le traitement précoce est généralement préférable.)

## Soins palliatifs, soins de support, accompagnement
Il est très difficile pour un malade de devoir subir l'épreuve qu'est l'annonce de cette maladie stigmatisante et les traitements qui en découlent : chirurgie (parfois mutilante), radiothérapie et surtout chimiothérapie. C'est pourquoi certains hôpitaux mettent en place un système d'accompagnement : des personnes bénévoles ou non viennent voir les patients.
Afin d'aider les patients à vivre durant leur maladie et aussi lorsqu’un traitement curatif n'est plus envisageable, il a été mis en place les soins palliatifs (quand une thérapeutique active n'est plus envisageable) et les soins de support (pour soutenir les patients atteints de maladie grave en particulier dans la prise en charge des symptômes invalidants). La prise en charge en soins palliatifs se veut globale, prenant en charge les symptômes physiques, sociaux psychologiques et spirituels, en centrant toujours son attention sur l'humain. Elle a pour mission d'accompagner les familles. En France, la socio-oncologie fait partie des soins de supports. Elle permet d'accompagner les malades et leurs proches afin de préserver au mieux les liens sociaux qu'ils soient familiaux ou professionnels.

## Progrès et recherche en oncologie
De nouvelles voies s'ouvrent, toujours au stade de la recherche fondamentale, notamment l'oncologie physique, qui permet de mesurer les paramètres mécaniques régissant les rapports entre la matrice extracellulaire, le tissu cancéreux et les tissus normaux,.

## Progrès de l'Information des médecins du travail pour prévenir le cancer professionnel
Cette prévention du cancer passe par un savoir régulièrement mis à jour des médecins du domaine de la médecine du travail. Pour les y aider, dans le cadre du Plan cancer 2009-2013, l'INCa a commandité deux enquêtes (auprès de plus de 600 médecins) visant à dresser un état des lieux des sources d'information sur la prévention primaire des cancers d'origine professionnelle pour les médecins du travail (qui se disent confrontés à ce risque pour 93,5 % des interrogés) et à mettre en lumière des besoins et des pistes d'action spécifiques, notamment dans les secteurs du bâtiment, des travaux publics et de l'industrie où la demande des médecins du travail est la plus marquée. « Archives des maladies professionnelles et de l'environnement ».
- Plus de 60 % des médecins interrogés utilisent la presse et les livres, et de plus en plus l'internet (45 %), les formations continues (31 %), congrès ou colloques (20 %), les agences et organismes publics (25 %), les échanges avec des confrères (15 %), cours et documents personnels (10 %)[4].
- seuls 64 % d'entre eux sont « satisfaits de leurs possibilités d'actualiser leurs connaissances »[4].
- 95 % souhaitent avoir accès à documents de synthèse des connaissances scientifiques, des informations régulièrement actualisées sur les outils disponibles (93 %, avec par ex : le dossier médical en santé au travail, la fiche de départ de l'entreprise, etc.) et jugeraient utiles des recommandations pour le suivi des travailleurs exposés aux CMR (95 %), et des actualisations de la législation (92,5 %)[4].

À la suite de ces travaux, un « guide de ressources documentaires » et un « bulletin de veille » destiné aux médecins du travail et services de santé au travail sont annoncés en 2013.

## Traitements alternatifs
Les traitements alternatifs contre le cancer sont nombreux sur Internet. Ils promettent guérison et bonheur, sur des infondés scientifiques. Les oncologues ont ainsi fort à faire pour transmettre une information loyale, claire et appropriée au patient.

## Centres de recherche en France
- Institute for Advanced Biosciences
- Le Centre international de recherche sur le cancer (CIRC), en anglais International Agency for Research on Cancer (IARC)